# Escurreplatos

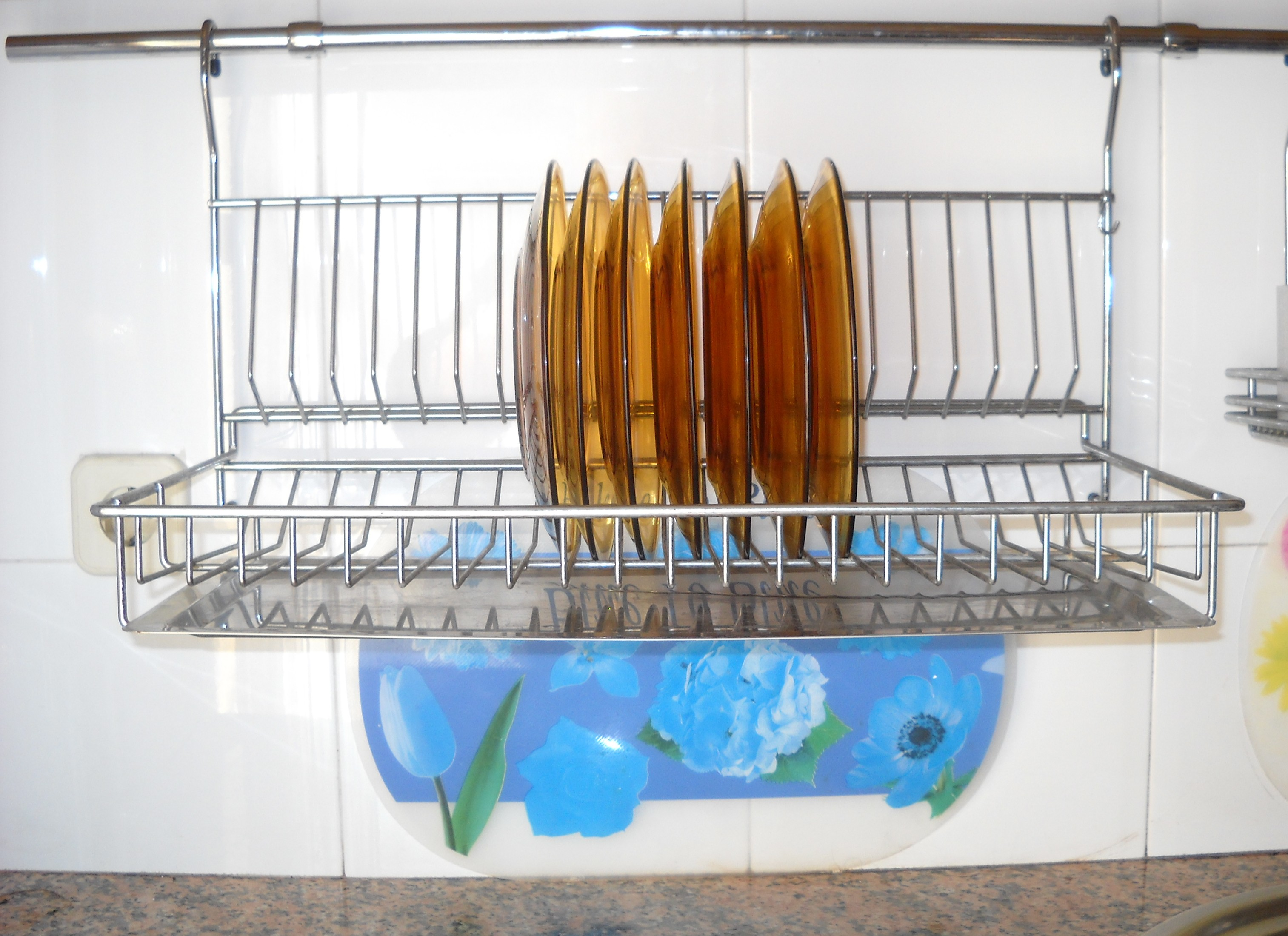
Escurreplatos plegable de acero inoxidable

Un escurreplatos, escurridor, secaplatos, o también llamdo una banguera en el español filipino, es un estante de cocina diseñado para escurrir los platos, vasos, cubiertos y otros utensilios una vez lavados. Por lo general está ubicado al lado del fregadero. La mayoría de los escurridores tienen ranuras y espacios para sostener platos de pie y cuencos en donde colocar vasos boca abajo con el fin de proporcionar un drenaje adecuado.
Hasta no hace mucho solían ser de madera con tipos muy variados de diseños, había uno muy típico de Cataluña, que consistía en un marco grueso de madera con una serie de cortes paralelos (en 90° para montaje horizontal o 4° para montaje vertical), de un tamaño que cupiese horizontalmente sobre la pila de lavar los platos o bien verticalmente en la pared de al lado. Se utilizaba de armario pues los platos se dejaban allí, incluso después de secarse, tapados con trapos de cocina
Estos últimos años se han fabricado principalmente de acero inoxidable (plegables o no) con una placa recolectora de agua en la base (para no mojar la mesa soporte). Se encuentran también de materiales más ligeros, por ejemplo de plástico.
Dentro de la gran variedad de modelos plegables hechos con todo tipo de materiales y diseños, destaca por su simplicidad, uno de gran difusión hecho con listones de madera y popularizado por ciertos grandes almacenes escandinavos. Está hecho por múltiples listones paralelos unidos por sus extremos con cuatro listones transversales, haciendo dos grupos (todos los pares y todos los impares, alternativamente), y que giran respecto a un eje que atraviesa su punto medio, hasta quedar abiertos en forma de cruz de San Andrés.
La resistencia del metal y del plástico permite que algunos escurreplatos hechos de estos materiales tengan unos ganchos donde se pueden colgar los vasos boca abajo para que se escurra bien el agua, cuando no se quieren poner en el lavavajillas. Pueden tener incluso un receptáculo para poner los cubiertos.